# 愛媛県立しげのぶ特別支援学校整肢療護園分校
愛媛県立しげのぶ特別支援学校整肢療護園分校（えひめけんりつ-とくべつしえんがっこうせいしりょうごえんぶんこう）は、愛媛県松山市にあった特別支援学校である。2007年4月をもって本校に併合された。

## 所在地
- 愛媛県松山市本町7丁目2番地

## 学部
- 小学部
- 中学部

## 沿革
- 1953年　今治市立別宮小学校分校が設置。
- 1955年　今治市立近見中学校分校が設置。
- 1974年　両分校を県立移管し、松山市本町に愛媛県立第一養護学校整肢療護園分校が設置される。
- 1988年　エレベーター設置。
- 2006年　愛媛県立第二養護学校との統合により、校名を愛媛県立しげのぶ特別支援学校整肢療護園分校と改める。
- 2007年　本校に併合される。